# Metsho
Metsho (dzongkha: སྨད་མཚོ) – gewog w środkowo-wschodnim Bhutanie, jeden z ośmiu w dystrykcie Lhünce. Zajmuje powierzchnię 217 km². W 2005 był zamieszkany przez 1210 osób. Gęstość zaludnienia wynosiła 5,6 os./km². Dzieli się na 5 chiwogów, które są trzeciorzędnymi jednostkami podziału administracyjnego Bhutanu i pełnią funkcję obwodów wyborczych: Bamdhir Yurung, Gortshom Tshangthromaed, Obi Tongthrong, Oonggar i Zhongmaed.

## Położenie
Jednostka położona jest w południowej części dystryktu. Jej zachodnia granica jest jednocześnie granicą dystryktu Lhünce z dystryktem Bumtʽang. Sąsiaduje z sześcioma gewogami:
- Gangzur na północy,
- Menbi i Tsenkhar na wschodzie,
- Jarey na południu,
- Ura i Tang na zachodzie.

## Demografia
Według bhutańskiego National Statistics Bureau struktura płciowa w 2005 roku kształtowała się następująco: 47,1% ludności stanowili mężczyźni, przy 52,9% kobiet. Mieszkańcy gewogu reprezentowali 7,9% całkowitej populacji dystryktu.